# Côte-des-Neiges (métro de Montréal)
Côte-des-Neiges est une station de la ligne bleue du métro de Montréal située dans le secteur de Côte-des-Neiges de l'arrondissement Côte-des-Neiges–Notre-Dame-de-Grâce.

## Origine du nom
La station de métro Côte-des-Neiges prend son nom de la rue sur laquelle elle se trouve : le chemin de la Côte-des-Neiges.
Le chemin de la Côte-des-Neiges trouve son nom dans l'appellation d'origine du village qui s'y trouva : Côte-des-Neiges, fondé en 1862, et annexé par la ville de Montréal en deux temps : en 1908 et en 1910.
Le nom de cette région — Côte de Notre-Dame des Neiges — date du début du XVIIIe siècle. On le trouve encore de nos jours dans le nom de l'église paroissiale et l'école qui se trouve au centre de l'ancien village. Le nom vient de la légende de Notre-Dame des Neiges, en 352, lorsqu'un aristocrate nommé Jean et sa femme eurent un songe communiqué par la Vierge Marie leur demandant de construire une chapelle. La basilique Sainte-Marie-Majeure de Rome fut construite par la suite.
La station s'est brièvement appelée Station de la Côte-des-Neiges entre mai et novembre 2014, avant que la Société de transport de Montréal ne revienne sur sa décision,.

## Lignes de bus
| Numéros | Noms                    | Service          |
| ------- | ----------------------- | ---------------- |
| 119     | Rockland                | De Jour          |
| 165     | Côte-des-Neiges         | De Jour          |
| 369     | Côte-des-Neiges         | De Nuit          |
| 465     | Express Côte-des-Neiges | Heures de pointe |

## Édicules
- Édicule A:  5316, chemin de la Côte-des-Neiges
- Édicule B:  5351, chemin de la Côte-des-Neiges

L'édicule A comporte une sortie vers le Chemin de la Côte-des-Neiges.
L'édicule B comporte une sortie vers le Chemin de la Côte-des-Neiges.

## Principales intersections à proximité
- chemin de la Côte-des-Neiges / av. Lacombe

## Centres d'intérêt à proximité
- Oratoire Saint-Joseph
- Église Notre-Dame-des-Neiges
- Cimetière Côte-des-Neiges
- Centre hospitalier universitaire Sainte-Justine
- Jewish General Hospital
- Centre hospitalier de St. Mary
- Université de Montréal
  - Pavillon Jean-Brillant
- École des hautes études commerciales de Montréal
  - Pavillon Décelles
- Collège Jean-de-Brébeuf
- Collège Notre-Dame-du-sacré-cœur
- École Notre-Dame-des-Neiges
- Maison de la culture de Côte-des-Neiges
- Centre communautaire de la Côte-des-Neiges

## Galerie

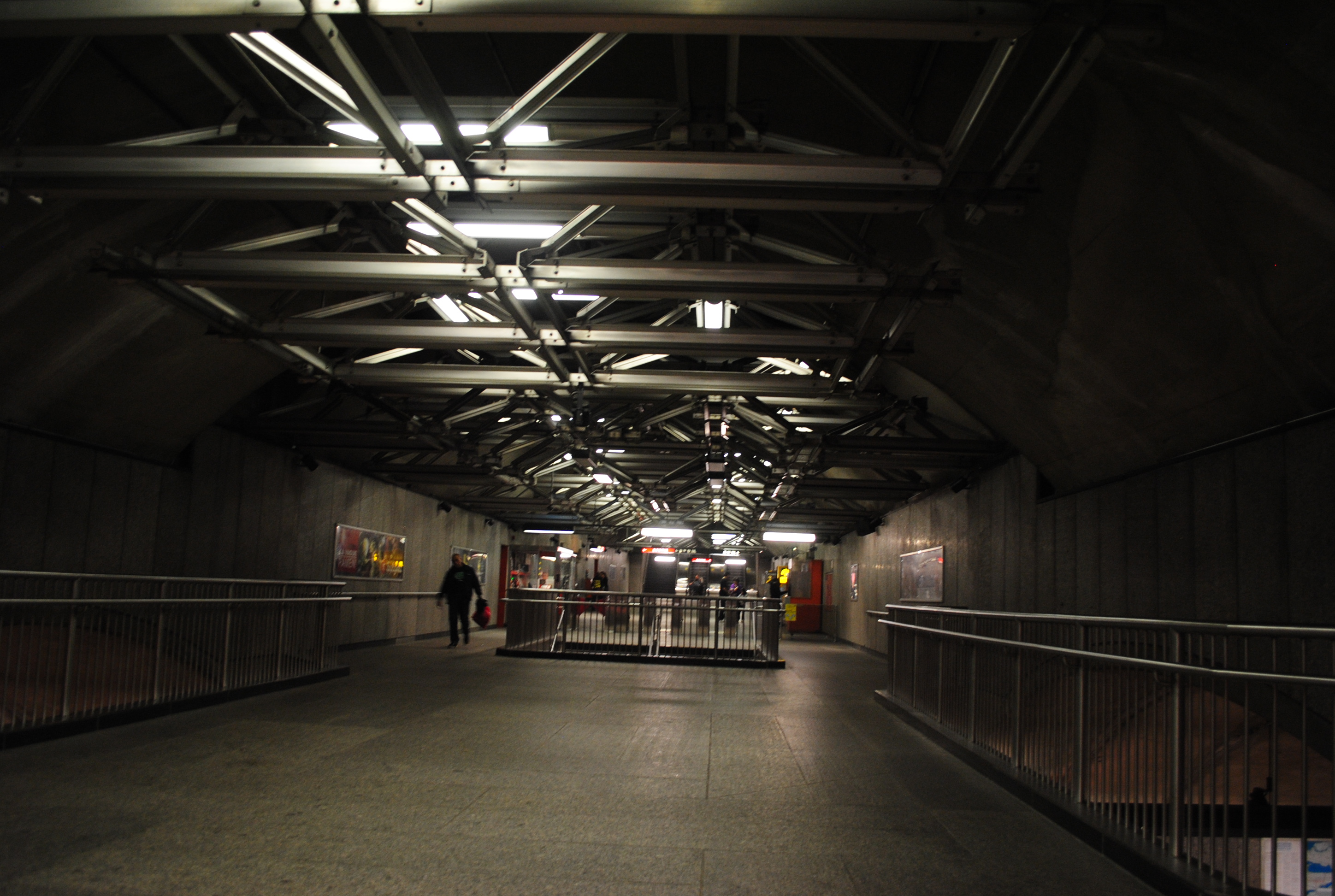
Intérieur de la station
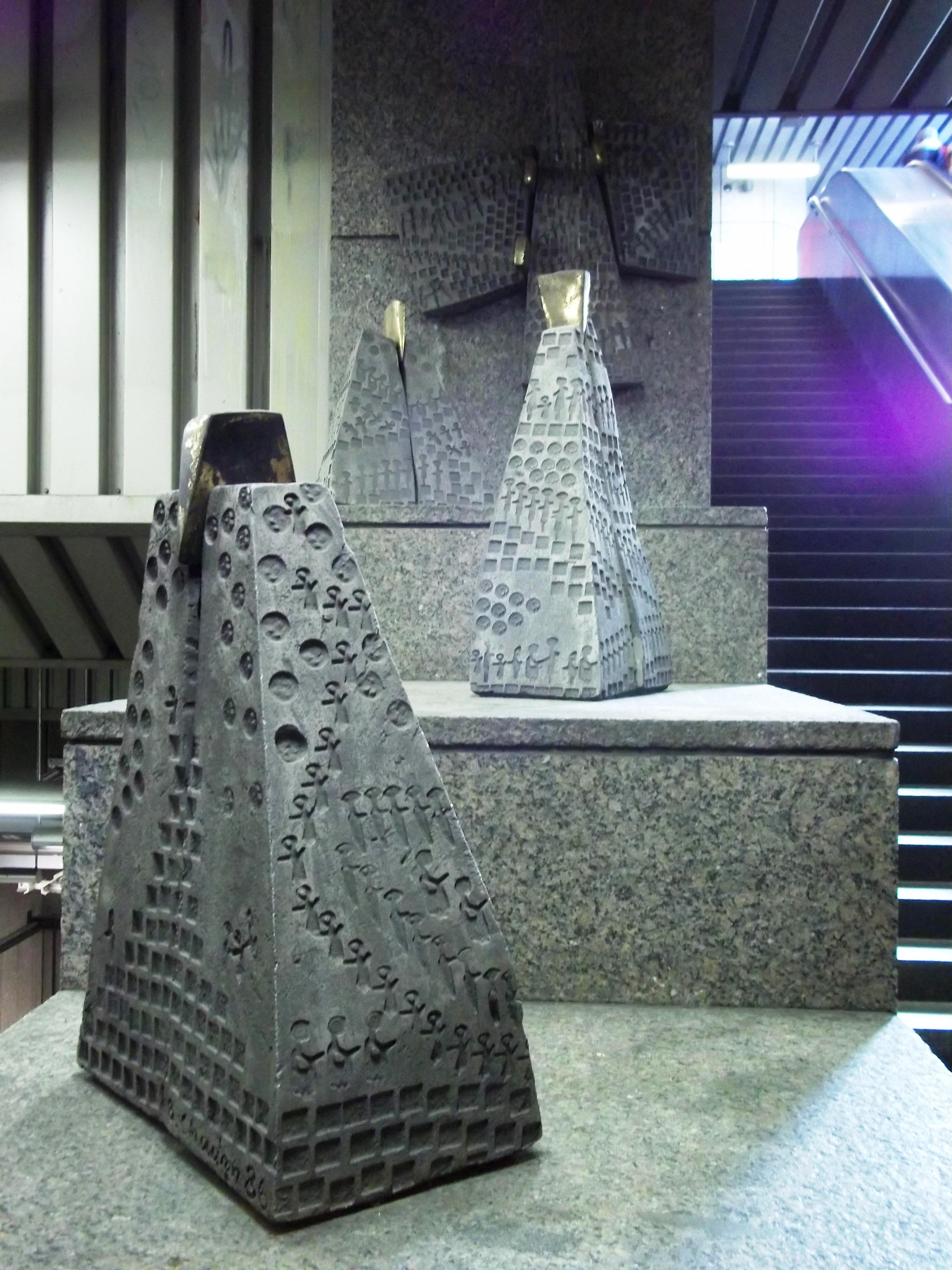
Œuvre d'art au milieu des escaliers (par Bernard Chaudron et Claude Bettinger)
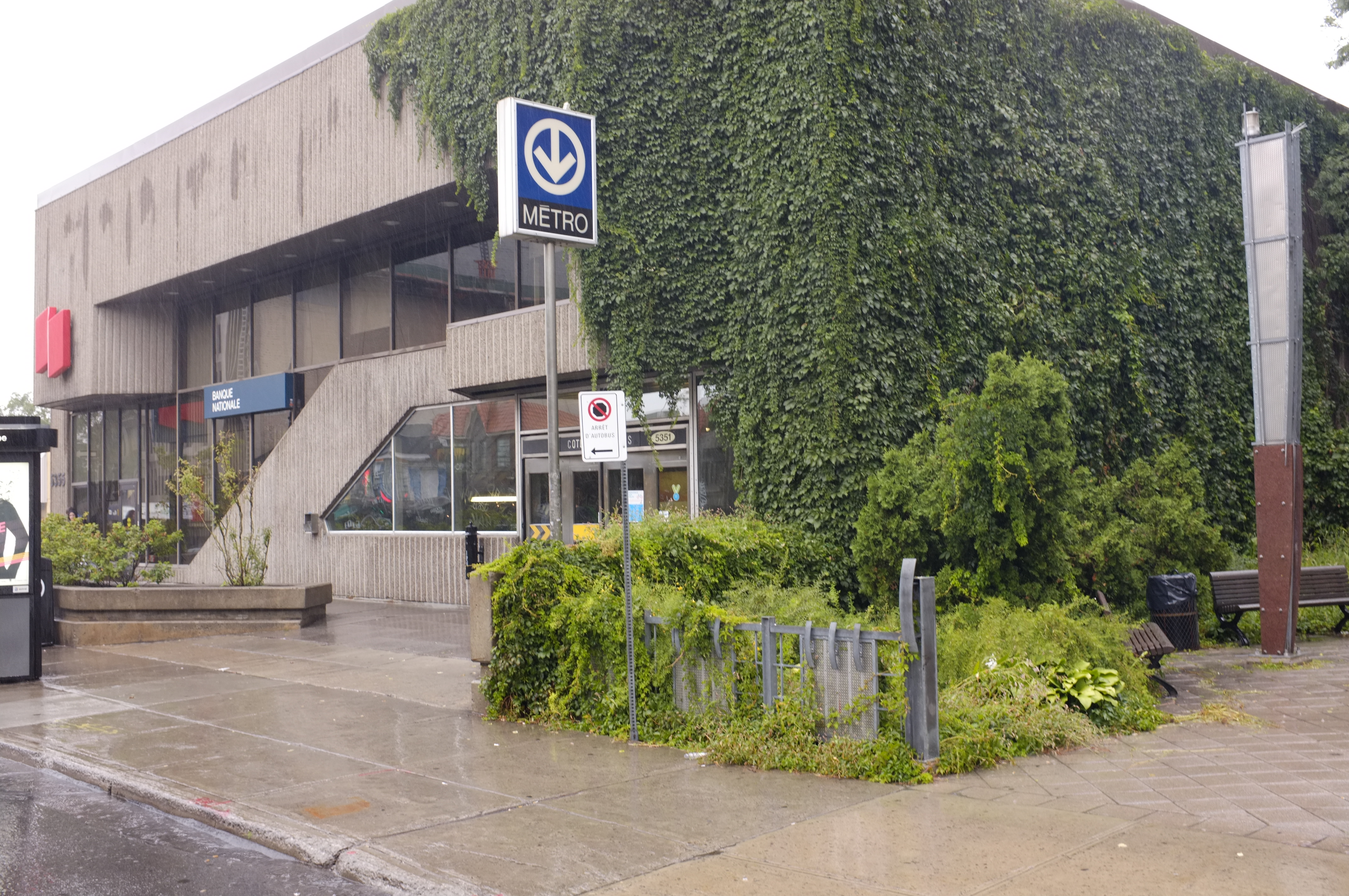
Entrée de la station Côte-des-Neiges
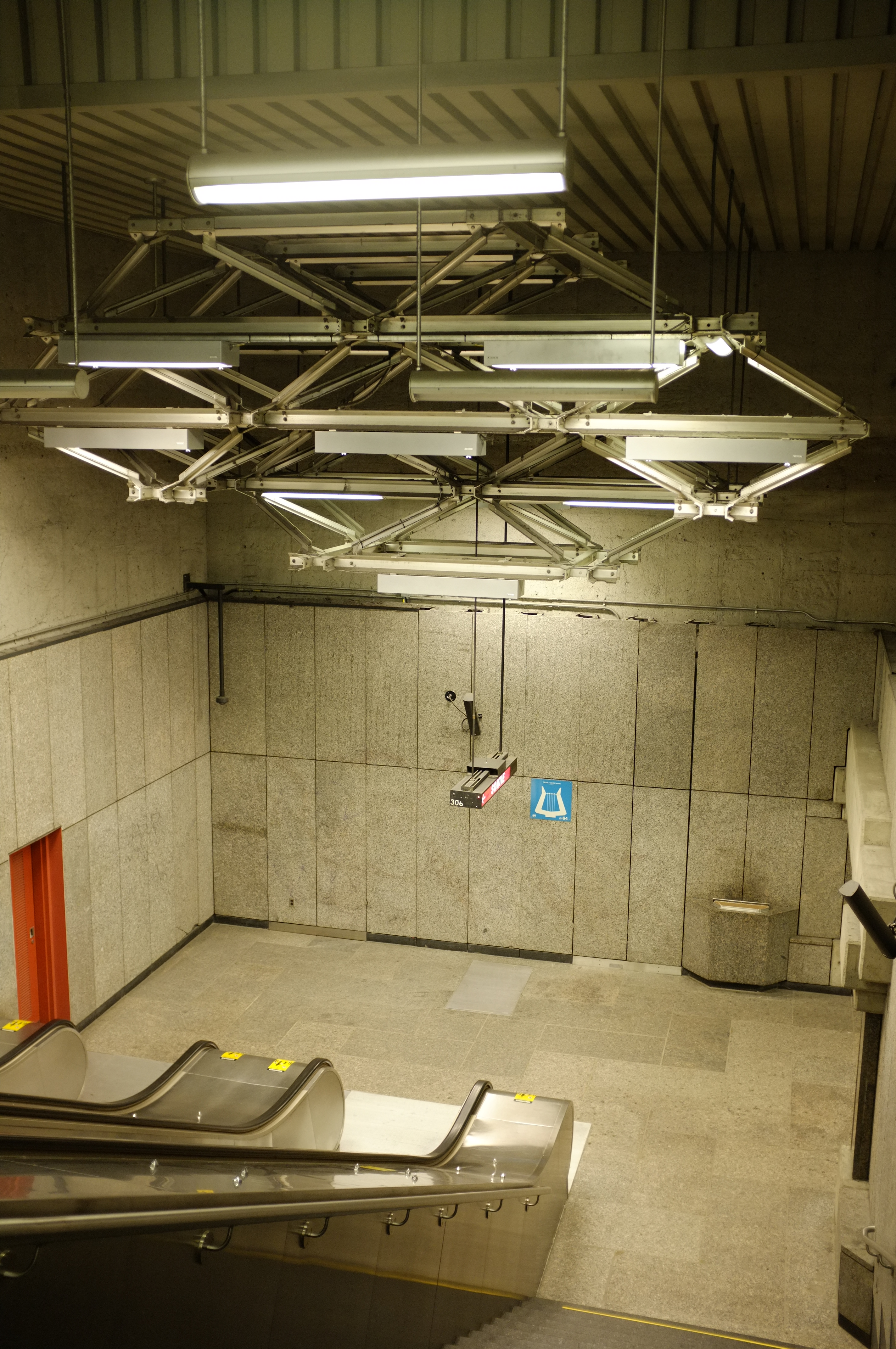
Intérieur de la station